# Paneuropejstvo
Paneuropizam ili paneuropejstvo je izraz kojim se opisuju pojedinci, pokreti i ideologije koji promoviraju ideju o Europi kao političkoj zajednici, bilo kao jedinstvenoj naciji, bilo kao makro-naciji, odnosno zajednici koju današnje europske nacije čine kao njeni konstitutivni dijelovi. U širem smislu se pod time može podrazumijevati i tzv. paneuropski identitet (engl. pan-European identity), odnosno osjećaj pripadnosti Europi kao svojoj domovini. Paneuropejstvo se u političkom smislu ponekad dijeli na tzv. paneuropski nacionalizam ili euronacionalizam, koji se obično vezuje uz ekstremnu desnicu, i eurofederalizam koji se češće može pronaći kod proeuropskih stranaka lijevog ideološkog predznaka. 
Paneuropejstvo u smislu zajedničkog identiteta službeno potiče Europska komisija preko svoje Opće uprave za obrazovanje i kulturu.